# پترنیون
پترنیون (به آلمانی: Paternion) یک منطقهٔ مسکونی در اتریش است که در ناحیه فیلاخ-لاند واقع شده‌است. پترنیون ۶٬۱۹۶ نفر جمعیت دارد.

## خواهرخوانده
شهر لادنبورگ خواهرخواندهٔ پترنیون هست.